# Bermudo I delle Asturie
Bermudo Froilaz detto "il Monaco", o anche "il Diacono" (el Diácono) (Bermudo anche in spagnolo, in asturiano e in portoghese, Beremud, in catalano e Veremudo, in galiziano; 750 – Oviedo, 797), fu re delle Asturie dal 788 al 791.

## Origine
Bermudo, secondo la Memorias de las reynas catholicas, era figlio del duca di Cantabria Fruela e della moglie di cui non si conosce il nome, figlia del conte Gundesindo, come ci viene confermato sia dallo storico e genealogista spagnolo Salazar y Castro, sia dal Sebastiani Chronicon, che ricorda che Bermudo era quindi nipote del re delle Asturie Alfonso I e cugino del re delle Asturie, Fruela I, e fratello del re delle Asturie, Aurelio.

Fruela di Cantabria era il figlio secondogenito del duca Pietro di Cantabria e della moglie, una nobile di cui non si conoscono né gli ascendenti né il nome, ma da una lettera del figlio (fratello primogenito), Alfonso, risulta essere sorella o nipote di Adolfo abate (Adulfo abbati gloriosissimo domino meo et avunculo meo) del monastero Beatæ Mariæ di Covadonga, come ci viene confermato sia da Salazar y Castro, che ricorda come nipote del re Recaredo (Liubigrohona nieta de Recaredo), sia dalla Cronica de Alfonso III, dalla Historia Silense Pietro discende da Recaredo I e dal Sebastiani Chronicon.
Secondo la Cronología y genealogía de los Reyes de Asturias queste parentele sono dubbie.

## Biografia

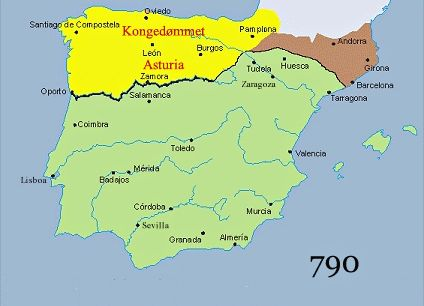
Mappa della penisola iberica, nel 790, durante il regno di Bermudo I

Bermudo in gioventù, come conferma La web de las biografias, in quanto maschio secondogenito fu avviato alla carriera ecclesiastica, forse divenendo diacono, da cui il soprannome; il soprannome molto probabilmente gli fu dato dopo avere abdicato ed essersi ritirato a fare vita religiosa.
Il re delle Asturie Mauregato morì nel corso del 789, secondo tutte le cronache dell'epoca, di morte naturale (Morte propria discessit). e fu sepolto nella Chiesa di San Giovanni (Santianes de Pravia); il Chronicon Compostellani riporta che Mauregato regnò per 5 anni e 6 mesi, mentre il Chronicon Albeldense, riporta 5 anni.
A Mauregato succedette Bermudo, come riporta sia il Sebastiani Chronicon, che la Cronaca di Alfonso III.
Durante il suo regno continuò a svilupparsi la dottrina adozionista, come riportano lo scrittore, storico, medievista britannico, Montague Rhodes James e lo storico britannico, Alexander Hamilton Thompson.

Nel 788 in al-Andalus, come riporta lo storico Rafael Altamira, era asceso al potere Hisham I. Egli nel 789 aveva sconfitto in una guerra civile i fratelli che si erano asserragliati a Toledo e dal 790 iniziò pesanti razzie nel regno delle Asturie in Álava e Galizia.
Bermudo nel 791, dopo avere subito diverse sconfitte da parte delle truppe di al-Andalus, come riporta il Diccionario biográfico español, Real Academia de la Historia, subì una disfatta da parte delle truppe musulmane in Galizia, nei pressi di Villafranca del Bierzo, sulle rive del fiume Burbia, nella regione del Bierzo (oggi nella comarca di Ponferrada), come riporta anche il Chronicon Albeldense.
In seguito a quella disfatta Bermudo abdicò a favore di Alfonso detto il Casto, figlio di suo cugino Fruela I, con cui, dopo essere tornato al suo antico stato clericale, divenendo diacono visse in buona armonia per il resto della sua vita, come confermano tutte le cronache del periodo.

Bermudo morì in convento verso il 797 e fu inumato a Oviedo assieme alla moglie Ozenda, che il vescovo e cronista Rodrigo Jiménez de Rada e il chierico e cronista Lucas de Tuy, nel XIII secolo, citano con i nomi di Numila o di Imila, come riporta la Cronología y genealogía de los Reyes de Asturias, che riporta inoltre che i resti mortuari potrebbero essere stati traslati al Monastero di San Giovanni Battista (Corias) nei pressi di Cangas del Narcea, dove fu trovato il seguente epitaffio:

SEPVLCHRVM REGIS VEREMVUNDI ET VXORIS DOMINAE OZENDAE, ET INFANTISSAE DOMINAE CHRISTINAE. TRANSLATI A CIELLA.
Bermudo dai cronisti viene considerato un re magnanimo e clemente e pio.

## Matrimonio e discendenza
Bermudo, lasciata la vita religiosa, per dare continuità alla dinastia si era sposato con Ozenda, che secondo la Memorias de las reynas catholicas potrebbe essere il diminutivo di Adosinda.

Bermudo dalla moglie Ozenda ebbe uno o tre figli:
- Ramiro (791-850), re delle Asturie dall'842 all'850[28]., da cui discesero vari re delle Asturie, León, Navarra, Castiglia e Aragona, che daranno poi origine ai re di Spagna e Portogallo
- Cristina, il cui nome, assieme a quello dei genitori, si trova in un epitaffio del monastero di san Giovanni Battista di Corias nei pressi di Cangas del Narcea[24]
- Garcia, citato assieme al fratello, Ramiro dal Sebastiani Chronicon[16] e in un documento dell'844, inerente una donazione del fratello Ramiro (fratre meo Rege Garsia)[29].

Inoltre, secondo il Chronicon Alberiensis, potrebbe essere stato il padre di Pedro Theón (?-dopo l'867), padre di Vímara Peres, primo conte di Portucale.

### Fonti primarie
- (LA)  Anastasii abbatis opera omnia.
- (LA)  CRONICA ROTENSIS)
- (LA)  Cronica de Alfonso III
- (LA)  Historia silense
- (LA)  España sagrada. Volumen 13
- (LA)  España sagrada. Volumen 23
- (LA)  España sagrada. Volumen 19

### Letteratura storiografica
- Rafael Altamira, il califfato occidentale, in L'espansione islamica e la nascita dell'Europa feudale, collana «Storia del mondo medievale», II volume, Milano, Garzanti, 1999  [1979],  pp. 477-515.
- Montague Rhodes James, Cultura e letteratura sino a papa Silvestro II, in La riforma della chiesa e la lotta fra papi e imperatori, collana «Storia del mondo medievale», IV volume, Milano, Garzanti, 1999  [1979],  pp. 54-83.
- Alexander Hamilton Thompson, La dottrina medioevale al concilio lateranense del 1215, in Il trionfo del papato e lo sviluppo comunale, collana «Storia del mondo medievale», V volume, Milano, Garzanti, 1999,  pp. 496-567, SBN CSA0112439.
- (ES)  #ES Historia Genealógica de la Casa de Lara
- (ES)  Cronología y genealogía de los Reyes de Asturias
- (ES)  Memorias de las reynas catholicas